# 이덕응 (1861년)
이덕응(李悳應, 1861년 음력 12월 20일 ~ ?)은 대한제국과 일제강점기의 관료이다.

## 생애
한성부 출신으로 한학을 수학하였다. 1896년 판임관 6등으로 경무청에서 근무하였으며, 내부 소속으로 계속 경무청에서 일했다. 1900년에는 경부로 승진하는 등 일찍부터 경찰계에서 고위직에 올랐다.
1904년에는 판임관 1등에 올랐으며, 내부에서 유행병예방위원과 위생청결소 사무위원을 지내는 등 보건 분야의 관료를 지냈다. 1905년에 전라북도 전주와 황해도에 파견되어 경찰로 근무하였고, 1908년에는 충청남도 공주군의 공주경찰서와 충청남도 경찰부에 발령받았다.
1910년에 한일 병합 조약이 체결될 때 정3품의 내부 관리였다. 조선총독부 체제가 출범하면서 총독부 군수로 이동하여 충청남도 정산군과 부여군 군수를 차례로 지냈다.
1914년 3월에 대한제국 관리 출신 지방관을 대거 정리할 때 퇴관하여, 총독부 군수로는 약 3년 반가량 재직했다. 일본 정부로부터 한국병합기념장을 받은 것을 비롯하여, 퇴관 당시 정8위에 서위되어 있었다.
2008년 민족문제연구소가 발표한 친일인명사전 수록예정자 명단 중 관료 부문에 포함되었다.

## 참고자료
- 이덕응(李悳應) - 국사편찬위원회